# Amerikaanse presidentsverkiezingen 1980

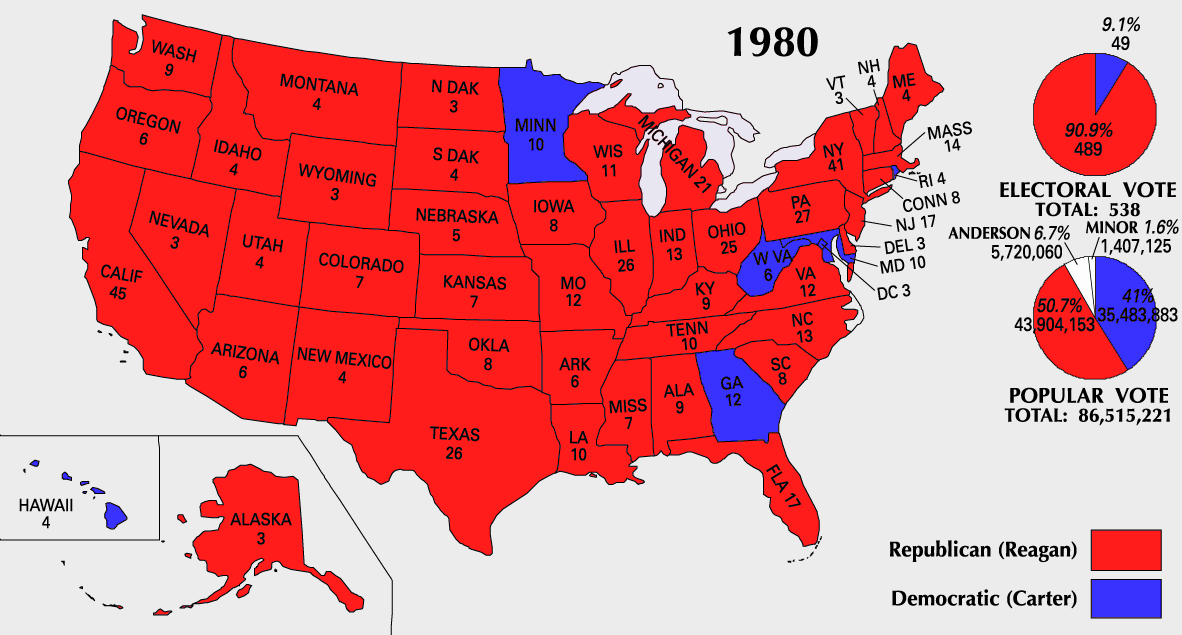
Verdeling van de kiesmannen bij de verkiezingen van 1980.

De Amerikaanse presidentsverkiezingen van 1980 werden door Ronald Reagan gewonnen. Reagan won de verkiezingen van zittend president Jimmy Carter dankzij een verslechterende economie (zie Volckerschok) en de Iraanse gijzelingscrisis.

## Presidentskandidaten
- Voormalig 
 Gouverneur 
 Ronald Reagan 
 uit Californië 
 Republikeinse Partij

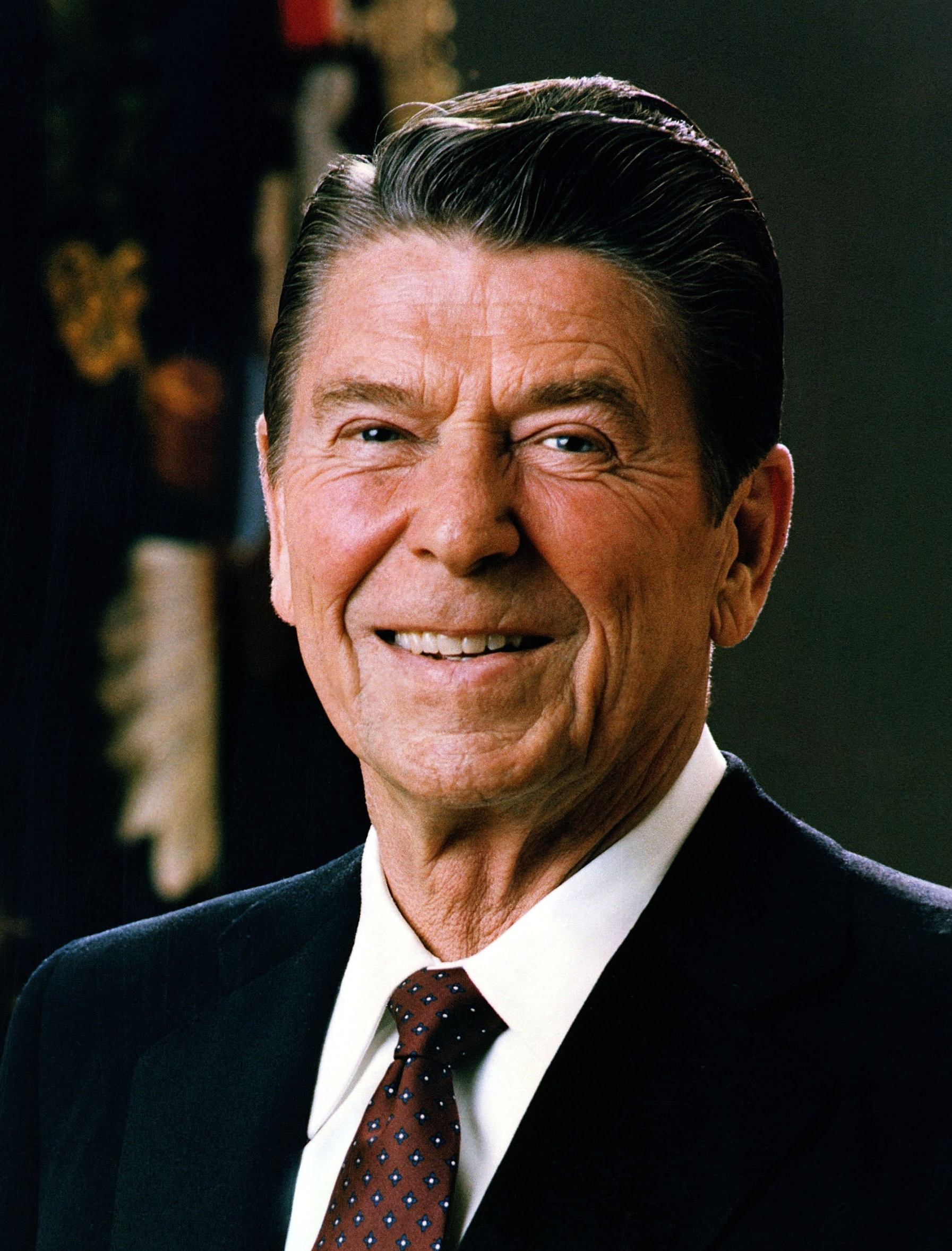
Voormalig Gouverneur Ronald Reagan uit Californië Republikeinse Partij
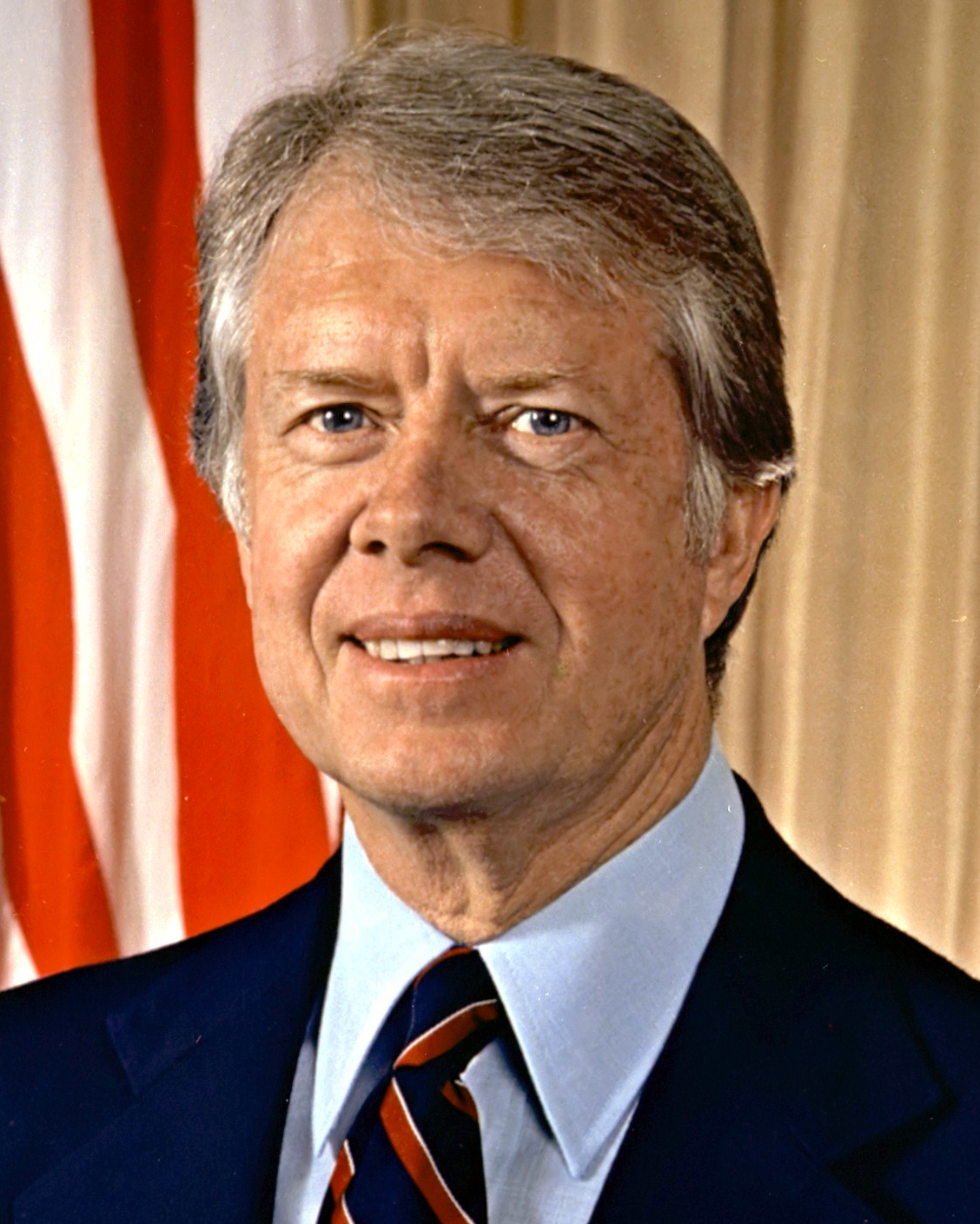
President Jimmy Carter uit Georgia Democratische Partij
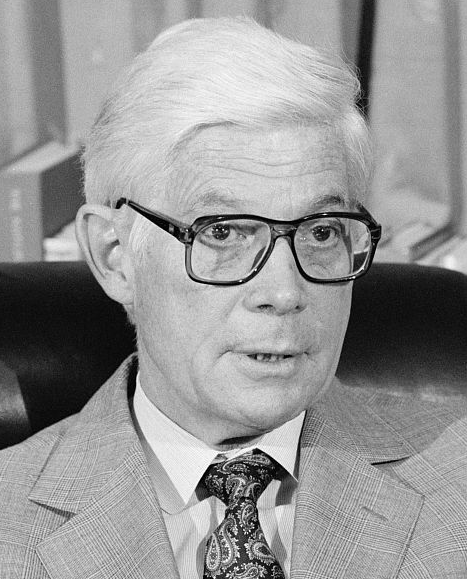
Afgevaardigde John Anderson uit Illinois Onafhankelijk

- Afgevaardigde 
 John Anderson 
 uit Illinois 
 Onafhankelijk

### Vicepresidentskandidaten
- Voormalig 
 CIA directeur 
 George H.W. Bush 
 uit Texas 
 Republikeinse Partij

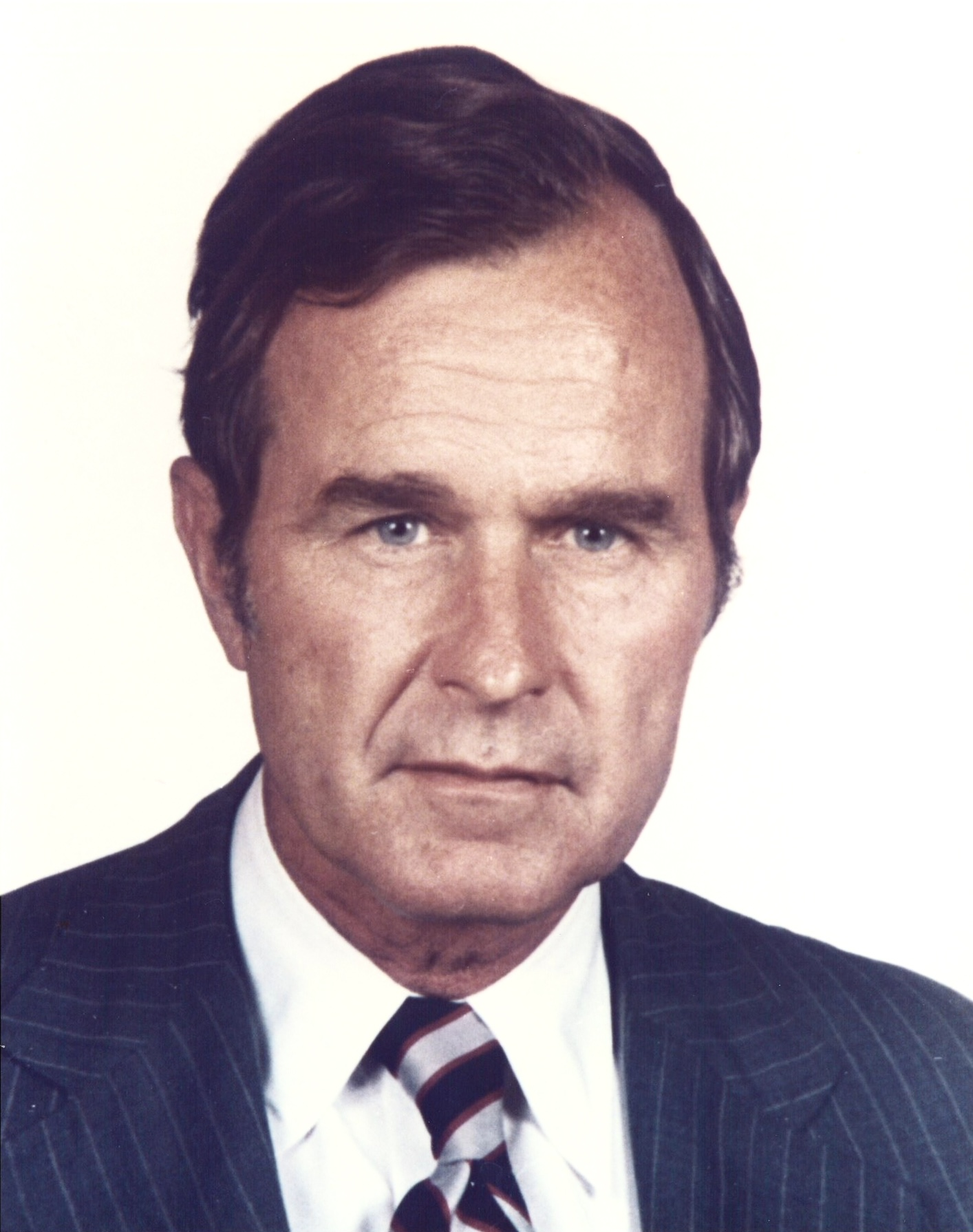
Voormalig CIA directeur George H.W. Bush uit Texas Republikeinse Partij
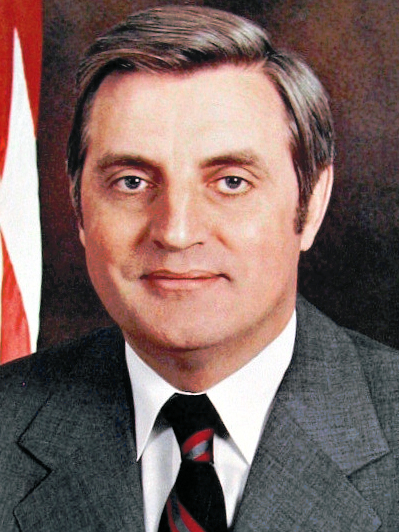
Vicepresident Walter Mondale uit Minnesota Democratische Partij
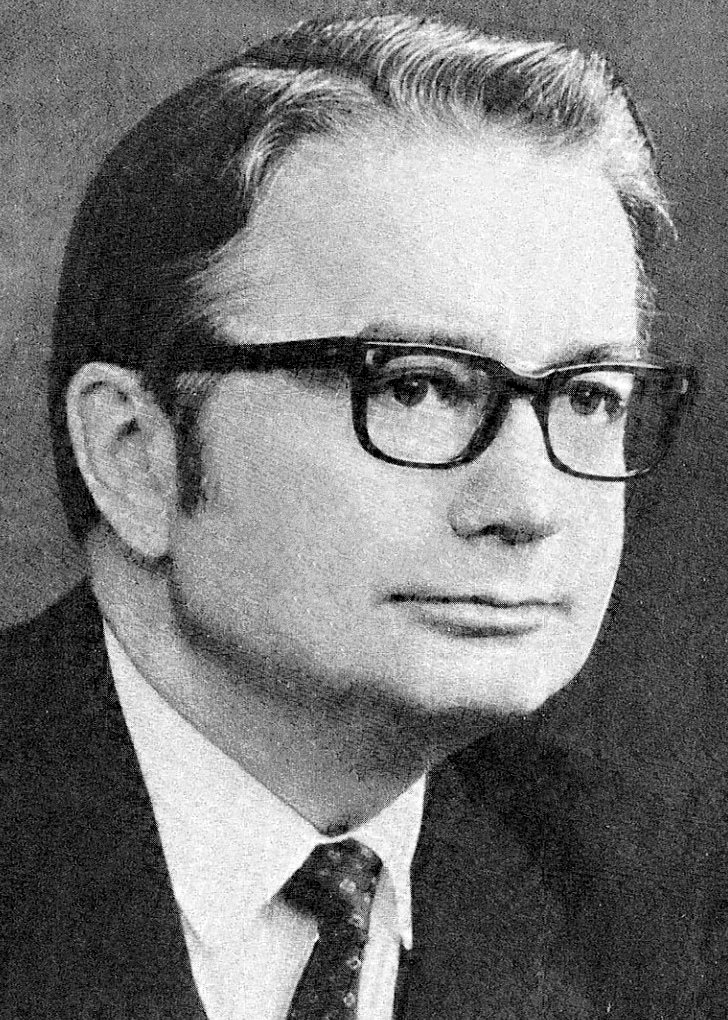
Voormalig Ambassadeur Patrick Lucey uit Wisconsin Onafhankelijk

- Voormalig 
 Ambassadeur 
 Patrick Lucey 
 uit Wisconsin 
 Onafhankelijk

## Uitslag
| Naam            | Ronald Reagan        | Jimmy Carter         | John Anderson   |
| Partij          | Republikeinse Partij | Democratische Partij | Onafhankelijken |
| Thuisstaat      | Californië           | Georgia              | Illinois        |
| Running mate    | George H.W. Bush     | Walter Mondale       | Patrick Lucey   |
| Kiesmannen      | 489                  | 49                   | 0               |
| Gewonnen staten | 44                   | 6+DC                 | 0               |
| Aantal stemmen  | 43.903.230           | 35.480.115           | 5.719.850       |
| Percentage      | 50,75%               | 41,01%               | 6,61%           |

1789 · 1792 · 1796 · 1800 · 1804 · 1808 · 1812 · 1816 · 1820 · 1824 · 1828 · 1832 · 1836 · 1840 · 1844 · 1848 · 1852 · 1856 · 1860 · 1864 · 1868 · 1872 · 1876 · 1880 · 1884 · 1888 · 1892 · 1896 · 1900 · 1904 · 1908 · 1912 · 1916 · 1920 · 1924 · 1928 · 1932 · 1936 · 1940 · 1944 · 1948 · 1952 · 1956 · 1960 · 1964 · 1968 · 1972 · 1976 · 1980 · 1984 · 1988 · 1992 · 1996 · 2000 · 2004 · 2008 · 2012 · 2016 · 2020 · 2024